# 연나사
연나사(延那斯, ?~?)는 아라가야의 사신이다. 그는 외교 활동을 통해 백제를 견제하고 신라와의 우호관계를 유지하려 했다.